# Jorge Drexler
Jorge Drexler (Montevideo, 21 de setembre de 1964) és un músic, compositor, cantautor i metge uruguaià que va guanyar el Premi Goya (2008) a la millor música original per la cançó La vida secreta de las pequeñas cosas i un Oscar per la seva cançó Al otro lado del río de la pel·lícula Diarios de motocicleta. És el primer uruguaià a obtenir un premi de l'acadèmia nord-americana.

## Biografia
Jorge Drexler va néixer a Montevideo, fill de pare alemany i mare uruguaiana, i va estudiar medicina i es va graduar de metge per la Universitat de la República. També va estudiar música i va gravar dos àlbums, que van ser posats a la venda només a l'Uruguai. El 1995 va ser convidat a Madrid pel cantant espanyol Joaquín Sabina, que el va presentar a altres cantants espanyols de renom. El 1996, Drexler va tornar a Espanya per a gravar el disc Vaivén al costat d'altres músics espanyols. El disc conté músiques antigues i èxits moderns. Dos anys després va tornar a Espanya per a gravar quatre àlbums més: Lluvia (1998), Frontera (1999), Sea (2001) i Eco (2004).
Encara que viu durant gairebé tot l'any a Espanya, els seus últims tres àlbums van ser gravats parcialment a l'Uruguai, al costat de músics i compositors uruguaians. Juan Campodónico i Carlos Casacuberta, membres originals de la banda El Peyote Asesino, han produït els àlbums de Drexler des de la Frontera.
El 2001, el seu àlbum Sea va ser nominat per als Grammy Latin Awards.
El 2004 va guanyar un Oscar per la seva cançó "Al otro lado del río", encara que va ser interpretada per l'actor Antonio Banderas.
La seva música és una combinació de balls tradicionals uruguaians (candombe, murga, milonga), bossa nova, pop, jazz i música electrònica, que donen com a resultat composicions molt personals amb elements originals. Les paraules compleixen un paper important en les seves cançons. Els temes més constants de Drexler són l'amor, les reflexions sobre la identitat, el gènere humà i la religió.
Ha fet concerts en diversos països de Llatinoamèrica i Europa, entre ells Andorra, Espanya, França, Itàlia i Alemanya, a més dels Estats Units.
Manté una relació sentimental amb l'actriu i cantant madrilenya Leonor Watling, amb qui té un fill, Luca, nascut el gener de 2009. Drexler ja era pare d'un nen, Pablo, fruit del seu primer matrimoni amb la cantant espanyola Ana Laan.

## Discografia
- La luz que sabe robar (Ayui, 1992)
- Radar (Ayui, 1994)
- Vaivén (Virgin, 1996)
- Llueve (Virgin, 1998)
- Frontera (Virgin, 1999)
- Sea (Virgin, 2001)
- Eco (Dro, 2004), disc d'or a l'Argentina i Espanya, i platí a l'Uruguai
- Eco² (inclou 3 bonus tracks + DVD) (Dro, 2005)
- 12 Segundos de Oscuridad (2006)
- La Edad del Cielo (Tunes) (2007)
- Cara B (2008)
- Amar la trama (2010)
- Bailar en la cueva (2014)
- Salvavidas de hielo (2017)